# 小林郁
小林 郁（こばやし おかる、1918年9月25日 - 1993年2月11日）は松下電工代表取締役副会長。鳥取県倉吉市出身。

## 経歴
1940年に金沢高等工業学校（現金沢大学）機械工学科を卒業。1982年に松下電工代表取締役社長に就任。1985年3月に同社の副会長に退く。
1993年2月11日午前9時47分に心不全の為、大阪府守口市の病院で死亡（享年74歳）。

## テレビプロデュース
- 「大岡越前」
- 「水戸黄門」